# Adjudant-chef
Adjudant-chef est un grade de sous-officiers dans de nombreuses armées.

## Belgique
Adjudant-chef des forces armées belges. Ce grade est le premier de la hiérarchie des sous-officiers supérieurs dans les composantes terrestre, aérienne et médicale (de gauche à droite).
Dans les composantes terrestre, aérienne et médicale de l'armée belge, le grade d'adjudant-chef est le premier de la hiérarchie des sous-officiers supérieurs, il est ensuite suivi du grade ultime d'Adjudant-Major. L'insigne de grade d'adjudant-chef est, dans la composante terrestre, cinq chevrons appointés vers le haut, soutenu par une molette d'éperon héraldique, fermé par une boucle delta le tout de teinte argentée (gris sur les galons de basse visibilité), et pour les autres composantes, un galon blanc de type « alpha » Appelé "Boucle de Nelson", dans la composante aérienne ainsi que dans la composante médicale)souligné d'un galon 1/2 fois moins large.
|  |  |  |

## Canada
Dans la Force terrestre et la Force aérienne des Forces canadiennes, adjudant-chef est le grade le plus élevé des sous-officiers. Son insigne est les armoiries du Canada. Son équivalent dans la Force maritime est le grade de premier-maître de première classe.
Les militaires qui portent ce grade représentent beaucoup de prestige pour les soldats et servent aussi de mentor pour les officiers juniors. D'ailleurs, l'adjudant-chef fait souvent partie de l'état-major d'un régiment, d'un bataillon ou d'un escadron au même titre que les officiers supérieurs en tant que représentant des membres du rang et de conseiller du commandant. Dans la Force terrestre, il occupe généralement la position de sergent-major régimentaire où il a le rôle d'assistant direct du commandant de l'unité. L'adjudant-chef occupe aussi des positions d'assistant pour des commandants de formations supérieures, de bases, de commandements ou même des Forces canadiennes. Dans ces cas, il est l'assistant direct d'un officier général.
| Précédé par Adjudant-maître | Adjudant-chef | Suivi par Élève-officier |

Selon certaines fonctions, l'insigne peut varier. En effet, des positions clés que peuvent occuper un adjudant-chef ont été particulièrement désignées :
|  | Adjudant-chef de base                |
|  | Adjudant-chef de formation           |
|  | Adjudant-chef de commandement        |
|  | Adjudant-chef des Forces canadiennes |

## France
En France, le poste est créé en 1912 pour améliorer la situation d’un adjudant incertain de passer sous-lieutenant. Sont alors choisis des adjudants de plus de dix ans d’ancienneté et de deux ans de grade ayant les qualités pour se voir confier les attributions d’un lieutenant. Certains postes lui sont interdits (secrétaire du colonel, vaguemestre, adjudant de bataillon…). Après 1945, les restrictions disparaissent, le nombre d’adjudants-chefs s’accroît et repose désormais sur l’obtention de brevets et qualifications.
Actuellement, adjudant-chef est un grade militaire situé entre celui d'adjudant et celui de major. C'est le grade le plus élevé du corps des sous-officiers autres que les majors.
Il peut être chef de service, adjoint d'un chef de section ou chef de section.
Cas particulier : par tradition, provenant d'une survivance historique, l'appellation orale "Mon lieutenant" peut être utilisée lorsqu'elle s'adresse à un Adjudant ou Adjudant-chef dans les régiments de cavalerie lourde qui existaient déjà à l'époque de la bataille d'Austerlitz.
Insignes de grade :
 armes à pied (armes dites "armes jaunes" : transmissions, génie, gendarmerie mobile, garde républicaine, ALAT, artillerie, infanterie,…) ;
 armes à cheval (armes dites "armes blanches" : arme blindée et cavalerie, gendarmerie départementale, matériel, commissariat, train…) et chasseurs alpins ;
| France               | Grades de l'Armée de terre |                 |
| Précédé par Adjudant | Adjudant-chef              | Suivi par Major |

| France               | Grades de l'Armée de l'air |                 |
| Précédé par Adjudant | Adjudant-chef              | Suivi par Major |

### Gendarmerie
Le grade d'adjudant-chef est créé dans la Gendarmerie nationale et la Garde Républicaine par le décret n°9504 du 27 janvier 1916. En 1918, les grades de Brigadier, Maréchal-des-logis, Maréchal des logis-chef, Adjudant et Adjudant-chef prennent l'appellation de Chefs de brigade (1re à 4e classe et Hors classe). Le grade d'adjudant-chef revoit finalement le jour en 1925, avec la suppression des appellations de chef de brigade.
Jusqu'en 2009, avec la suppression du corps des majors, le grade d'adjudant-chef était le rang le plus élevé du corps des sous-officiers.
Seuls les adjudants titulaires du Diplôme de Qualification Supérieure Gendarmerie (DQSG) et ayant une ancienneté de 2 ans minimum dans leur grade peuvent prétendre au grade d'adjudant-chef. Après 2 ans dans le grade d'adjudant-chef, le militaire peut être promu au grade de major.
| Grades de la Gendarmerie nationale française Adjudant-chef |  |                 |
| Précédé par Adjudant                                       |  | Suivi par Major |

1. ↑  « Décret n° 2008-952 du 12 septembre 2008 portant statut particulier du corps des sous-officiers de gendarmerie », sur Legifrance (consulté le 1er octobre 2017)

## Suisse
Le grade d'adjudant chef est, dans l'armée suisse, le plus haut grade des sous-officiers supérieurs. Il est réservé aux aides de conduite des commandants de grandes unités du niveau Division territoriale. Ce  grade a été introduit dans l'armée suisse en 2004 avec la réforme de l'Armée XXI. Vu la longueur des formations et le nombre d'années pour atteindre cette position, ces fonctions sont en cours de mise en place. Les adjudants chef sont affectés aux domaines: du service du personnel comme supérieurs des autres sous-officiers de la division territoriale mais aussi aux renseignements, à la logistique et aux engagements. De même, on peut les retrouver comme collaborateurs personnels d'officiers généraux ou de chefs d'états-majors. Ils peuvent être appelés à remplir des missions spéciales en dehors du cadre général prévu. La promotion intervient au plus tôt dès l'âge de 40 ans. Ils restent incorporés jusqu'à l'àge de 50 ans. En 2022, la majorité des 4 divisions territoriales disposent de leurs 4 adjudants chef. De nouvelles fonctions sont en cours d’évaluation au sein de l’armée dans des d’états-majors spécialisés, à haute disponibilité. La majorité des adjudants chefs ont suivi un cursus universitaire de niveau bachelor/master ce qui conforte leurs positions en tant que chefs militaires et experts.     
Garant de la tradition au sein de l’armée et chez les sous-officiers, les adjudants chefs sont responsables de la cohésion, du moral et de la discipline dans les grandes unités et au sein des bataillons. Par l’exemple, leurs compétences, un sens prononcé de la conduite des hommes, ils font partie de la colonne vertébrale dans le corps des sous-officiers et chez les hommes du rang.     

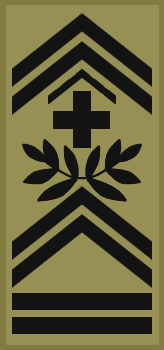
Grade d'adjudant Chef (tenue de service ou combat)

Ce grade se situe immédiatement au-dessus du grade d'adjudant major et au-dessous de celui de lieutenant.